# Igreja Presbiteriana no Paraguai
A Igreja Presbiteriana no Paraguai (em espanhol : Iglesia Presbiteriana en el Paraguay ou IPP) é uma denominação reformada confessional calvinista fundada no Paraguai em 1969 por missionários da Igreja Presbiteriana do Brasil. A igreja conta hoje com congregações em várias regiões do Paraguai e mantém relações fraternais com a Igreja Presbiteriana do Brasil.

## História
A Igreja Presbiteriana no Paraguai foi iniciada como um trabalho missionário da Igreja Presbiteriana do Brasil (IPB) no Paraguai. O primeiro missionário foi o Rev. Evandro Luis da Silva, que chegou ao Paraguai no final da década de 1960. Ele realizou o primeiro culto presbiteriano em Concepcion, que era então a segunda maior cidade do Paraguai. 
Novos membros foram convertidos e o trabalho começou a se desenvolver de forma constante.
Na década de 90, muitos outros pastores brasileiros, enviados pela Junta de Missões Estrangeiras (JME) da IPB juntaram-se aos paraguaios para dar prosseguimento a missão no Paraguai: Rev Dário Pereira (Concepción), Rev Gilberto Botelho (Concepción), Rev. Everton Tavares (Concepción), Rev. Cornélio Castro (San Lorenzo) e Rev. Francisco Moura da Silva (Concepción e Lambaré/Assunção). 
Na segunda metade dos anos 90 (em 1996) deu-se início uma nova fase da missão, o Rev Francisco Moura da Silva, juntamente com a sua esposa, Elisama de Morais Silva (missionários da JME-APMT) fundaram a primeira escola presbiteriana no Paraguai, o Centro Educacional Ebenezer. A referida escola foi reconhecida pela resolução oficial 2932/98, escola número 15123, Ministério de Educação e Cultura do Paraguai, na confluência da cidade de Lambaré-Assunção. Esse trabalho teve um efeito catalisador para a abertura de novas escolas no restante do país.
A data de fundação da igreja é de 1969. A responsabilidade pela igreja era, inicialmente, dos missionários brasileiros, e assim foi até meados dos anos 1980. 
Em 1984, dois pastores nacionais (Silas Augusto Tscherne e Sebastião Silvestre) foram treinados em Campinas e eles foram capazes de assumir este trabalho. A denominação é totalmente independente dos presbiterianos brasileiros, porém as relações de igrejas irmãs foram estabelecidas entre a Igreja Presbiteriana no Paraguai e a Igreja Presbiteriana do Brasil. 
As línguas oficiais adotadas na adoração são: Espanhol e Guarani. A Igreja Presbiteriana no Paraguai tinha 200 membros em 5 congregação e 5 reuniões familiares para estudos bíblicos em 2004.
Em 2016 a denominação já era formada por 8 igrejas e congregações, com 250 membros comungantes espalhados por todos o país.

## Atualidade
A igreja tem atualmente seis congregações e várias reuniões familiares para estudos bíblicos, oito pastores ordenados: Rev. Eologio Giménez Lopes, Rev. Marcos Paulo Vieira, Rev. Francisco Villalba, Rev. Marcelo Bologna da Silva, Rev. Juan Valdez, Rev. Carlos Castiñeira Paiva, Rev. Sandro Motta Lima  e Rev. Fábio Augusto da Silva. Como a igreja é fruto de missões de uma igreja conservadora, a mesma adota a mesma postura quanto a ordenação, só admitindo como candidatos ao ministério membros do sexo masculino. Sendo assim não há nenhuma mulher nos ofícios de presbítero, diácono ou ministro.
A igreja mantém o Instituto Presbiteriano do Paraguai – Brasil na cidade de San Lourenzo e o Centro Educacional Presbiteriano, na cidade de Concepcion, e empenha vários esforços missionários no Paraguai, a mais recente divulgação é na Igreja Presbiteriana em Pedro Juan Caballero. Ela tem congregações em Santa Rita, Concepción, San Lorenzo, Belén, 25 de Abril e Assunção. No final de 2013, uma nova igreja foi lançada em Assuncion, uma nova investida missionária da Igreja Presbiteriana do Brasil, que enviou para a capital o Rev. Marcos Paulo.
A Agência Presbiteriana de Missões Transculturais (Brasil) ainda envia missionários ao país e apoia a Igreja paraguaia, existe também um Seminário Presbiteriano no Paraguai.

## Teologia
A igreja é parte da família da Igreja Reformada, baseando-se nos ensinamentos de João Calvino e do reformador escocês John Knox. O Presbiterianismo teve grande influência do desenvolvimento da democracia, por isso, Igreja Presbiteriana no Paraguai tem o governo da igreja de forma representativa.
A igreja subscreve: o Credo dos Apóstolos, Confissão de Fé de Westminster, Catecismo Maior de Westminster e Breve Catecismo de Westminster.